# TECO Electric & Machinery
TECO Electric & Machinery Co., Ltd. (TECO) — тайваньская компания, со штаб-квартирой в г. Тайбэй. Крупная транснациональная корпорация, входящая в пятёрку крупнейших мировых производителей электродвигателей.
Компания TECO основана 12 июня 1956 года в Тайбэе. Вначале TECO специализировалась на производстве промышленных электродвигателей. Постепенно компания выросла в транснациональную корпорацию, производящую различные виды электротехнического, механического, телекоммуникационного оборудования, медицинской и бытовой техники.
Компания включает в себя около 30 дочерних предприятий в Азии, Северной Америке и Европе, активно создаёт совместные предприятия с другими корпорациями и покупает компании в смежных отраслях промышленности. Из крупнейших приобретений последних лет можно отметить покупку в 2015 году крупного итальянского производителя электродвигателей, компании Motovario S.p.A.

## Продукция
- Электродвигатели
  - промышленные электродвигатели мощностью от 0.25 кВт to 75 000 кВт
  - выпуск и продажи двигателей практически любых применений и конструкций, включая энергоэффективные, общепромышленные и взрывозащищённые, синхронные, с фазным ротором, постоянного тока, многоскоростные и пр.
- Выпуск двигателей для специальных применений:
  - с тормозом
  - бесколлекторные двигатели постоянного тока
  - двигатели для работы с частотным приводом
  - высокотемпературные двигатели для дымоудаления
  - мотор-редукторы
  - крановые двигатели
  - погружные двигатели
  - двигатели для других применений
- Синхронные и асинхронные генераторы
- Ветрогенераторы
- Системы автоматики и привода
  - разработка, производство и продажа продуктов промышленной автоматизации и электронных систем управления, таких как промышленные инверторы, сервосистемы, электромагнитные контакторы, автоматические выключатели и т. д.
  - производство и продажа контроллеров двигателей переменного / постоянного тока, программируемых логических контроллеров, сервоусилителей, электронных реле и других инверторных продуктов;
  - проектирование и монтаж распределительных сетей.
- Техническое проектирование
  - разработка, проектирование, производство и продажа оборудования и систем электроснабжения;
  - выполнение проектов, связанных с распределением и генерацией электроэнергии, альтернативной энергетикой, железнодорожной инфраструктурой.
  - оборудование для кондиционирования воздуха, в том числе и специальное, например, для чистых помещений;
  - проектирование, строительство и управление электротехническими системами для высотных зданий;
  - интеграция систем кондиционирования и электротехники для больниц и гостиниц;
  - насосные станции в водоснабжении и другие смежные проекты.
- Бытовая техника
  - Производство, монтаж и сервис бытовых / коммерческих кондиционеров, холодильников, стиральных машин, газовых осушителей, сушилок, телевизоров, ЖК-мониторов, воздухоочистителей, мелкой техники, DVD-рекордеров, стереосистем, медицинских приборов;
- Новые разработки — ветроэнергетика
  - Разработка и производство ветрогенераторов на постоянных магнитах до 2 МВт.

## Хронология развития
- 1956 — Основание компании. Производство общепромышленных и специальных электродвигателей.
- 1970 — Производство кондиционеров воздуха и выход на рынок бытовых приборов.
- 1986 — Совместное предприятие с американской компанией Westinghouse Electric и преобразование его в TECO Westinghouse Motor.
- 1989 — Основание дочерней компании TECO Industry Malaysia Sdn. Bhd.
- 1990 — Основание компании Toshiba Compressor (Taiwan) Corp. совместно с Toshiba.
- 1992 — Основание компании Yatec Engineering Corporation совместно с [Yaskawa Electric|Yaskawa Electric Manufacture Co., Ltd.].
- 1995 — Покупка производителя электродвигателей Westinghouse Motor Co., Ltd. (США).
- 1998 — Основание компании по производству шаговых двигателей TECO Electro Devices Co., Ltd.
- 1999 — Основание дочерней компании TECO (Dong Guan) Air Conditioning Equipment Co., Ltd.
- 2000 — Основание компании по производству низковольтных двигателей Suzhou TECO Electric & Machinery Co., Ltd.
- 2001 — Создание Подразделения Смарт-карт (Smart Card Division) для Национального проекта IC-карт страхования здоровья (National Health Insurance IC-card project).
- 2002 — Основание совместной компании Wuxi TECO по производству электродвигателей совместно с China Steel, Nippon Steel и Marubeni-Itochu Steel.
- 2004 — Основание дочерней компании Jiangxi TECO Electric & Machinery Co., Ltd. по производству синхронных силовых машин и генераторов.
- 2005 — Основание компании Yaskawa TECO Motor Engineering Corp.
- 2006 — Создание стратегического альянса с [CTC] по запуску первого проекта по ветрогенерации в [Техас|Техасе], [США]. Основание дочерней компании по выпуску компрессоров TECO Electric & Machinery (Chin-Tao) Co., Ltd.
- 2007 — Совместное предприятие с южнокорейской Finetec Century по строительству завода по производству компрессоров в [Циндао], [Китай].
- 2008 — Запуск завода по производству компрессоров в Циндао; запуск предприятия Asia Innovative Technology Co., Ltd. в Сямыне; основание Fujian TECO Precision Co., Ltd.
- 2009 — Открытие предприятия TECO в Мексике и компании Qingdao TECO Century.
- 2010 — Начало массового производства 2МВт ветрогенераторов TECO; открытие предприятий Fujian Teco Precision Co., Ltd. и TECO Sichuan Trading Co., Ltd.
- 2011 — Открытие предприятий TECO Middle East и Tai-An Technology (Wuxi) Co., Ltd.
- 2012 — Анонсировано начало разработки всех типов тяговых двигателей.
- 2013 — Создание стратегического альянса с Kuenling Machinery Refrigerating Co., Ltd.; открытие филиала в Турции.
- 2014 — Открытие Hunan TECO Wind Energy Limited.
- 2015 — Покупка итальянского производителя электродвигателей Motovario S.p.A.; открытие совместного предприятия по ветрогенерации Senergy Wind Power Co. Ltd совместно с China Steel Group.